# Profu' (serial)
Profu' este un serial TV românesc de comedie și dramă care a debutat pe 10 septembrie 2019 pe canalul Pro TV. Personajul principal este Mihai „Mișu” Iacob, profu' de fizică, educație fizică și chimie de la Liceul Industrial „Emil Gârleanu” din București. Este un profesor nonconformist care are un stil de predare plăcut elevilor și este un om care se implică și în viața personală a elevilor săi, astfel devenind chiar prietenul elevilor săi. Coloana sonoră a serialului este asigurată de către HaHaHa Production și de către Mihai Corporan iar Juno, care îl joacă pe Nuni, cântă piesa de intro, care poartă același nume ca și serialul. Sponsorii serialului sunt Coca-Cola și KFC, iar serialul este realizat cu sprijinul Guvernului României.
În 2020, Pro TV a reînnoit serialul pentru al doilea sezon.

## Prezentare generală
Mihai Iacob, profu' preferat al elevilor de la Liceul Industrial „Emil Gârleanu” din capitală, trece printr-o mulțime de experiențe amuzante și mai puțin amuzante când doamna Ana Casian vine la liceu să predea limba și literatura română. Între ei doi are loc o relație complicată. Devine și mai complicată când elevii lor ajung să aibă un rol foarte important și în viața lor.

## Distribuția și personajele
| Actor                 | Rol                         |
| --------------------- | --------------------------- |
| Andi Vasluianu        | Mihai „Mișu” Iacob (Profu') |
| Aida Economu          | Ana Casian (Profa)          |
| Gabriel Radu          | Directorul Tănase           |
| Virgil Ianțu          | Anton „Tony”                |
| Doru Cătănescu        | Petre                       |
| Cosmin Natanticu      | Mugur                       |
| Alina Mîndru          | Profesor Codoiu             |
| Răzvan Călin          | Emil                        |
| Robert Dobre          | Tudor                       |
| Juno                  | Nuni                        |
| Feihong Pascu         | Pei Pei                     |
| Iacob Paștină         | Renato                      |
| Adrian Gheorghe       | Mirel                       |
| Luca Petreșteanu      | Silviu                      |
| Sebastian Seredinschi | Sorin                       |
| Azaleea Necula        | Tania                       |
| Daria Pintilie        | Paula                       |
| Bibi                  | Rita                        |
| Andra Meda Topârceanu | Lili                        |
| Rebecca Nicolescu     | Livia                       |
| Sibylla Oancea        | Secretara Doina             |

## Lista episoadelor
| Sezonul | Sezonul | Episoade | Episoade | Premiera TV        | Premiera TV       |
| Sezonul | Sezonul | Episoade | Episoade | Prima transmisie   | Ultima transmisie |
| ------- | ------- | -------- | -------- | ------------------ | ----------------- |
|         | 1       | 10       | 10       | 10 septembrie 2019 | 19 noiembrie 2019 |
|         | 2       | 10       | 10       | 11 februarie 2021  | 22 aprilie 2021   |

### Sezonul 1 (2019)
| # per total | # per sezon | Titlu                                | Difuzarea originală |
| ----------- | ----------- | ------------------------------------ | ------------------- |
| 1           | 1           | Legea conservării                    | 10 septembrie 2019  |
| 2           | 2           | O lume minunată                      | 17 septembrie 2019  |
| 3           | 3           | Vanilla Ice și Julieta               | 24 septembrie 2019  |
| 4           | 4           | Delegația                            | 1 octombrie 2019    |
| 5           | 5           | Sărăcia e o etapă                    | 8 octombrie 2019    |
| 6           | 6           | Cine sunt eu cu adevărat?            | 22 octombrie 2019   |
| 7           | 7           | Viața în roz                         | 29 octombrie 2019   |
| 8           | 8           | Fugi, Mișule, fugi                   | 5 noiembrie 2019    |
| 9           | 9           | O absență în plus, un patru în minus | 12 noiembrie 2019   |
| 10          | 10          | Cine e eroul?                        | 19 noiembrie 2019   |

### Sezonul 2 (2021)
| # per total | # per sezon | Titlu                      | Difuzarea originală |
| ----------- | ----------- | -------------------------- | ------------------- |
| 11          | 1           | Pușcăriașul                | 11 februarie 2021   |
| 12          | 2           | Rebel fără clasă           | 18 februarie 2021   |
| 13          | 3           | Unde e extinctorul?        | 25 februarie 2021   |
| 14          | 4           | Toți suntem puțin stricați | 4 martie 2021       |
| 15          | 5           | Operațiunea dulapul        | 11 martie 2021      |
| 16          | 6           | Alarma                     | 18 martie 2021      |
| 17          | 7           | Knock Out                  | 1 aprilie 2021      |
| 18          | 8           | Copilul problemă           | 8 aprilie 2021      |
| 19          | 9           | ADN-ul tău, problema ta    | 15 aprilie 2021     |
| 20          | 10          | Domnul și Doamna Iacob     | 22 aprilie 2021     |